# W·W·索耶
W·W·索耶（1911年4月5日—2008年2月15日）是一位英国数学家和作家，曾在加纳、新西兰、加拿大、美国等多地任教，主要作品有《数学的序幕》（Prelude to Mathematics）等。